# Mambo (Priesterin)

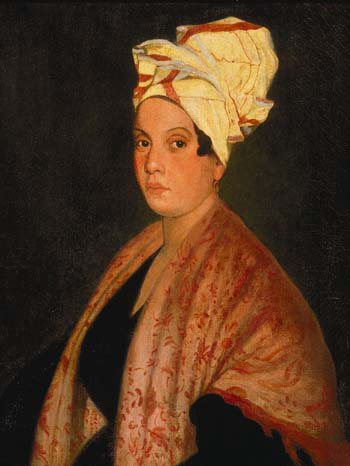
Marie Laveau, eine berühmte Mambo aus New Orleans. Porträtiert von George Catlin nach einem Gemälde von Frank Schneider

Mambo ist der Ehrentitel einer Priesterin im haitianischen Voodoo.

## Hintergrund
Im Voodoo existieren drei Begriffe für Geistliche:
- Mambos: Priesterinnen, die sich teils auf weiße Magie beschränken, teils auch oder nur schwarze Magie praktizieren;
- Houngans: Priester, die sich ausschließlich mit weißer Magie befassen und sich auf die Verehrung und Anrufung der friedfertigen Rada-Loa und – im Rahmen des Ahnenkults – der neutralen Ghede-Loa[1] beschränken; und
- Bocore: Priester, die sich auch oder nur mit schwarzer Magie beschäftigen; ihre Arbeit ist anders als bei Houngans und weißmagischen Mambos oft entgeltlicher Natur.[2]

Für Priesterinnen existieren keine unterschiedlichen Begriffe, an denen die inhaltliche Ausrichtung erkennbar wäre.

## Aufgaben
Zu den Aufgaben einer Mambo gehören unter anderem folgende Zeremonien, die im Freien oder auch in Voodoo-Tempeln abgehalten werden können:
- Heilungen als Hauptzweck des Voodoo;
- spiritistische Handlungen;
- Initiierung neuer Priesterinnen mit Übergabe des Asson (Rassel für priesterliche Rituale);
- Präkognition und Traumdeutung;
- Zaubersprüche und Verwünschungen, was von Liebeszauber bis – im Extremfall – hin zu Todesflüchen reichen kann; sowie
- Bereitung von Tränken, ebenfalls für viele verschiedene Zwecke.

Die Aufgaben können sowohl entgeltlich als auch kostenlos erfüllt werden.

## Symbolik
Das Amtssymbol der Mambo und des Houngan ist die Asson genannte Rassel.